# Kunerma (Ort)
Kunerma (russisch Кунерма) ist eine Siedlung städtischen Typs in der Oblast Irkutsk (Russland) mit 59 Einwohnern (Stand 14. Oktober 2010).

## Geographie
Die Siedlung liegt am Westfuß des hier etwa 2000 Meter hohen Baikalgebirges, gut 450 Kilometer (Luftlinie) nordöstlich der Oblasthauptstadt Irkutsk im weiten, sumpfigen Tal des gleichnamigen Flusses Kunerma, eines Nebenflusses des Ulkan im Flusssystem der Lena. Das jenseits des Hochgebirges liegende Nordwestufer des Baikalsees ist rund 70 Kilometer entfernt.
Kunerma gehört zum Rajon Kasatschinsko-Lenski, dessen Verwaltungszentrum  Kasatschinskoje knapp 100 Kilometer in nordwestlicher Richtung entfernt liegt.

## Geschichte
Der Ort entstand in der Mitte der 1970er Jahre in zuvor unbewohntem Gebiet im Zusammenhang mit dem Bau der Baikal-Amur-Magistrale (BAM), im Vorfeld deren Gebirgsabschnittes durch das Baikalgebirge mit dem fast sieben Kilometer langen Baikal- oder Dabantunnel. Bahnstation und Siedlung wurden von Bauarbeitern aus den damaligen Autonomen Sowjetrepubliken Tschetscheno-Inguschetien, Dagestan und Nordossetien errichtet (im Rahmen der Propaganda um das Allunions-Komsomol-Bauobjekt BAM übernahmen jeweils eine oder mehrere Regionen der damaligen Sowjetunion Patenschaften über die meisten zu errichtenden Stationen und Siedlungen entlang der Strecke).
1978 wurde der Status einer Siedlung städtischen Typs verliehen. Der reguläre Bahnverkehr auf dem gesamten Streckenabschnitt zwischen Lena und Baikalsee (Sewerobaikalsk) wurde 1981 aufgenommen. Nach Fertigstellung von Tunnel und Bahnstrecke sowie infolge der Wirtschaftskrise ab dem Ende der 1980er Jahre verließ jedoch der größte Teil der Einwohner den Ort, zumal sich die an den Bau der Bahnstrecke geknüpften Erwartungen zur wirtschaftlichen Entwicklung des abgelegenen Gebietes nicht erfüllten. Der Ort behielt aber trotz der äußerst geringen Einwohnerzahl bislang seinen Status als Siedlung städtischen Typs.

### Bevölkerungsentwicklung
| Jahr | Einwohner |
| ---- | --------- |
| 1979 | 1320      |
| 1989 | 586       |
| 2002 | 161       |
| 2010 | 59        |

Anmerkung: Volkszählungsdaten

## Wirtschaft und Infrastruktur
Einziger Wirtschaftsfaktor ist die Station der Baikal-Amur-Magistrale (Streckenkilometer 982 ab Taischet). Durch den Ort führt auch die unbefestigte, der Bahnstrecke folgende Straße.